# Alex Ligertwood

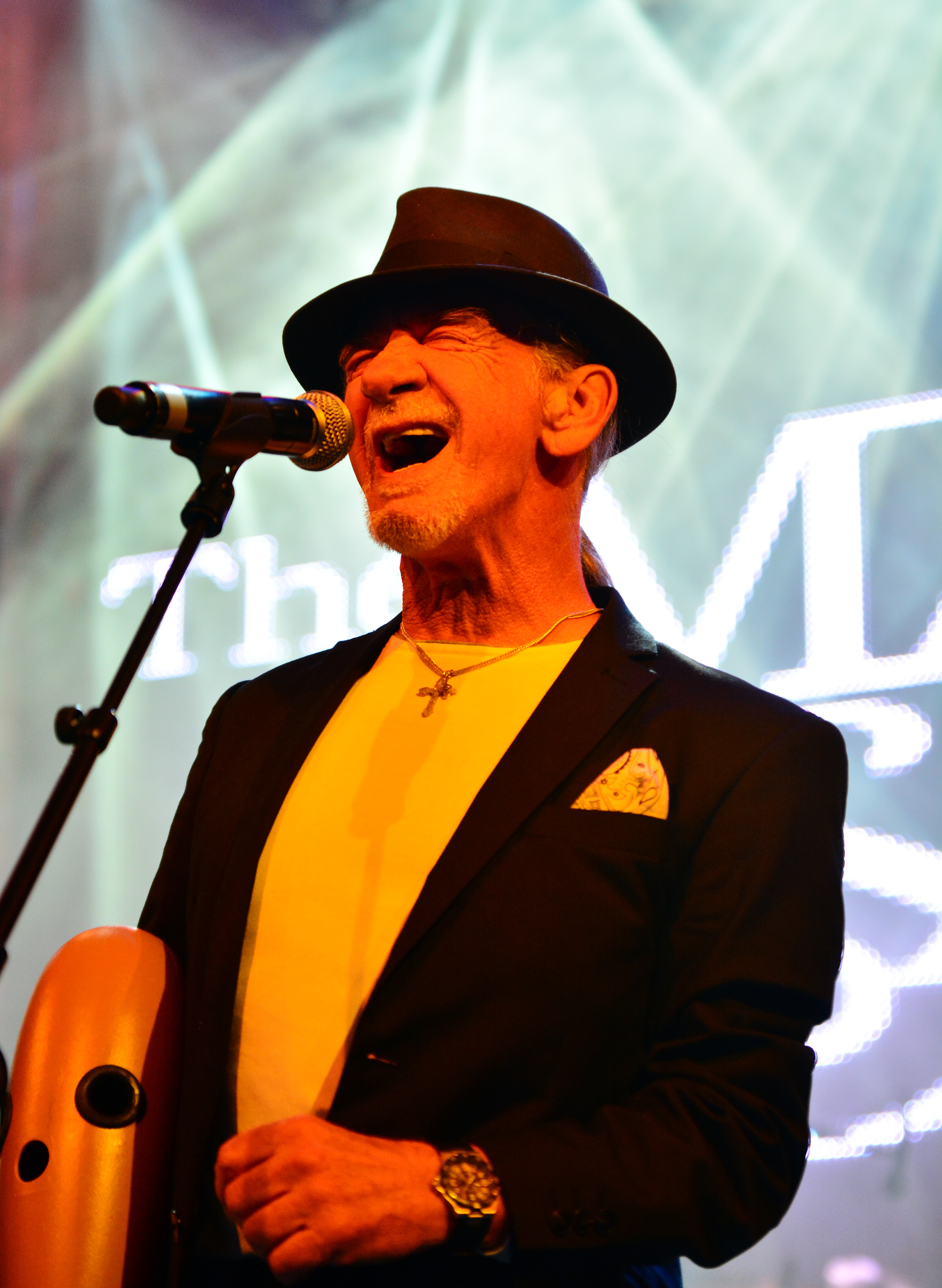
Alex Ligertwood bij een concert in Hamburg (2015)

Alexander John Ligertwood (18 december 1946, Glasgow) is een Schots zanger, gitarist, drummer en percussionist. Hij is de voormalige frontman van Santana.

## Biografie
Ligertwood is beïnvloed door soul- en rhythm & blues-artiesten als Ray Charles, Sam Cooke, Otis Redding, Curtis Mayfield en Marvin Gaye. Zijn carrière begon eind jaren 60; onder het pseudoniem Alex Jackson zong hij op het debuutalbum van Camel. Daarna sloot Ligertwood zich in 1970 bij de heropgerichte Jeff Beck Group aan om vervolgens zes jaar deel uit te maken van Brian Auger's Oblivion Express. Tussendoor (1972-1973) zong hij bij de Franse jazzband Troc.
In 1977 verhuisde Ligertwood naar de Verenigde Staten, waar hij achtereenvolgens met Narada Michael Walden en David Sancious speelde. In 1979 sloot hij zich aan bij Santana als vervanger van Greg Walker, die tussen 1983 en 1985 weer meedeed als tweede zanger. Tussen de tournees door bleef hij met andere artiesten samenwerken, waaronder de Santana spin-off R.O.A.R. (die in 1985 een hit scoorde met We Gotta Do It) en op solo-albums van Carlos Santana zelf. In 1989 verleende Ligertwood zijn medewerking aan het comebackalbum van zijn eveneens ontheemde landgenoten Average White Band en deed ook mee op de twee opvolgers. In 1993 zong hij op een album van het doorgaans instrumentale Spyro Gyra.
In februari 1995 stapte Ligertwood uit Santana om zich op zijn solocarrière te richten. Hij woont in Santa Monica en verblijft ook veel bij familie in Frankrijk. Ligertwood sloot zich aan bij de all-starband Headliner (met Jimi Jamison van Survivor en de betreurde Toto-zanger Fergie Frederiksen) en het heropgerichte Troc. Verder verleende hij in 2014 zijn medewerking aan de comeback-cd van de latin-rockband El Chicano. Samen met ex-collega Tony Lindsay is hij regelmatig te gast bij de Duitse tribute-band The Magic of Santana waarmee in 2016 een livealbum werd opgenomen in Spanje.
- Bibliothèque nationale de France: cb13932157g (data)
- International Standard Name Identifier: 0000 0004 6128 8343
- MusicBrainz: cde05af9-065c-455f-beb3-a7bde78c646b
- Nationale Bibliotheek van Tsjechië: xx0201286
- Virtual International Authority File: 61734613
- WorldCat: E39PBJw8XvkwXXHKJHFgbxpMfq